# 亨利·贝尔纳
亨利·贝尔纳（法語：Henri Bernard，1899年10月8日—1986年2月15日），是法国的法官，是远东国际军事法庭的审判法官之一。

## 生平
1899年，出生于阿尔勒。
1917年，参加陆军。
1931年，任科纳克里副检察官。
1933年，任达喀尔预审法官。
1940年，加入戴高乐的自由法国军。
1945年，任巴黎第一军事法庭。
1946年，参与东京审判。
1960年，任喀麦隆最高法院第一院长。
1986年，去世。